# 影子歌姬
影子歌姬（日語：シャドウディーヴァ），是日本純種競賽馬匹。生涯活躍於一哩及中距離賽事，曾勝出2021年府中牝馬錦標。

## 出賽前
2016年2月29日出生於北海道安平町北部牧場，成長途中被馬主公司Shadow Co. Ltd.購入，其後交由美浦訓練中心練馬師齋藤誠訓練。

## 競賽生涯

### 2歲
2018年10月7日出戰東京競馬場2歲新馬戰，在後方位置逐步上前下在直路嘗試收窄差距，但最終仍然取得第二。
其後出戰2歲未勝利戰，本次比賽以穩定的姿態維持在前方第五的位置，但於直路一直被壓制下再度以第二完賽。
11月10日出戰第二次2歲未勝利戰，採用先行戰術下在直路開始加速衝刺，最終以全場最快末腳速度拋離後方對手，以4馬位優勢取得首勝。

### 3歲
2019年首戰為條件戰小倉蘭賞，雖然在先頭部隊之中保持不俗的節奏控制，但在直路上略為均速下以第三完賽。
3月16日出戰百花盃，為其首次挑戰分級賽，重拾居中戰術下在直路上開始加速，但最終仍然未能追上對手取得第四。
1個月後以優駿牝馬（日本橡樹大賽）作為目標下出戰前哨戰花仙錦標，比賽初段其在馬群之中約莫第七、八附近前進，進入直路後隨即透出突圍，但未能阻止勝券天女的攻勢下以第二落敗。
其後按照計劃出戰優駿牝馬，雖然比賽途中保持在中團之中保留體力並等待時機，但在直路上的反應不算上佳下僅跑獲第六。
進入秋季後，由於馬主註冊名稱改為Three H Racing Co. Ltd.，並以玫瑰錦標作為起動戰，但完全未能發揮實力下以第九落敗。
10月出戰雌馬三冠尾關秋華賞，因而在前哨戰的戰績在賽前僅為第十三人氣。比賽開始後，其主動墮後保持在約莫第十二附近的位置，通過第二彎道後稍為上前，於第四彎道時經已處於中團靠前。進入直路後，其繼續在中外檔位置突圍而出，最終跑出不俗的速度下僅敗於創世駒、機伶金花及粉紅巨鑽取得第四。
然而其後在決戰年長馬匹的女皇伊利沙伯二世盃未能維持水準，一直處於中後方位置毫無反應，最終以第十五大敗。
12月8日，陣營安排其角逐年間最後一場賽事常總錦標，本次比賽採取主動的策略下在第四彎道處經已佔盡先機，最終成功衝出擊敗對手取得時隔1年1個月的勝利。

### 4歲
2020年首戰為東京新聞盃，在較後的位置起動下在直路上逐步加速迫近前方賽駒，最終展現不俗的韌性取得第二。
但在其後的分級賽中，其未能跑出自身的優勢，在阪神牝馬錦標、維多利亞一哩賽及葉森盃中均以兩位數的戰績完賽，僅在8月的皇后錦標中取得第四。
進入秋季賽程，其選擇以府中牝馬錦標作為熱身，在尾二位置展開推進下於第一、二彎道經已準備發力，最後彎道在外檔佔據不俗的位置下不斷加速，最終僅未能超越率先透出、同為冷門的大海之女取得第二。
11月15日再度挑戰女皇伊利沙伯二世盃，選擇保持在中團靠前的位置下於第三彎道開始力弱，後續繼續墮後下雖然在直路稍微重新上前，但仍然以第八落敗。

### 5歲
2021年繼續以東京新聞盃作為首戰，以後置戰術展開賽事下在直路上急起直追，但無法突破空手道及哥德教堂下以第三完賽。
3月13日出戰中山牝馬錦標，本次比賽採取大後追策略，在隊伍最後逐步推進下於最後彎道抽出大外檔望空，但最終縱然未能扭轉局面僅跑獲第五。
未有出戰維多利亞一哩賽下在6月以人魚錦標作為調整，比賽初段保持在先頭位置等待時機，進入直路後雖然表現不俗的衝勢，但始終未能對第十人氣伏兵勁草滿山造成威脅，同時在終點線前被大外衝出的借花敬母超越，最終以第三完賽。
夏季未有休養下在8月出戰關屋紀念，但稍為失準下以第七的戰績落敗。
10月於秋季第二度以府中牝馬錦標作為起動戰，出閘後隨即從所在的第7檔墮後推進，保持在遮擋位置下等待時機。進入直路後，其逐步從中外檔位置尋找位置並突圍，最終進入全速狀態在最後一步超越Andraste取得首個分級賽冠軍。
其後未有前往女皇伊利沙伯二世盃，而是出戰日本盃及有馬紀念挑戰雄馬，但最終分別以第七及第十二落敗。

### 6歲
2022年於3月復出出戰金鯱賞，以第十二的戰績完賽。
其後一直出戰各種賽事但始終未能取得優秀的戰績，在12月17日在綠松石錦標取得取得第十三後，陣營決定安排其退役。

### 詳細賽績
| 日期       | 舉辦國家 | 馬場 | 距離   | 級別 | 賽事名稱           | 負重 | 騎師     | 馬號 | 出馬 | 名次 | 時間   | 頭馬（二馬）      |
| ---------- | -------- | ---- | ------ | ---- | ------------------ | ---- | -------- | ---- | ---- | ---- | ------ | ----------------- |
| 7/10/2018  | 日本     | 東京 | 草2000 |      | 2歲新馬            | 54   | 田邊裕信 | 16   | 7    | 2    | 2:03.6 | Danon Luster      |
| 27/10/2018 | 日本     | 東京 | 草2000 |      | 2歲未勝利          | 54   | 岩田康誠 | 10   | 1    | 2    | 2:00.9 | Just a Gigolo     |
| 10/11/2018 | 日本     | 東京 | 草2000 |      | 2歲未勝利          | 54   | 李慕華   | 10   | 5    | 1    | 2:01.1 | （Isak）          |
| 16/2/2019  | 日本     | 東京 | 草2000 |      | 小蒼蘭賞           | 54   | 岩田康誠 | 8    | 3    | 3    | 2:00.2 | Atomic Force      |
| 13/3/2019  | 日本     | 中山 | 草1800 | GIII | 百花盃             | 54   | 岩田康誠 | 13   | 2    | 4    | 1:48.1 | 反身舞步          |
| 21/4/2019  | 日本     | 東京 | 草2000 | GII  | 花仙錦標           | 54   | 岩田康誠 | 18   | 2    | 2    | 1:59.5 | 勝券天女          |
| 19/5/2019  | 日本     | 東京 | 草2400 | GI   | 優駿牝馬           | 55   | 岩田康誠 | 18   | 7    | 6    | 2:23.3 | 唯獨愛你          |
| 15/9/2019  | 日本     | 阪神 | 草1800 | GII  | 玫瑰錦標           | 54   | 岩田康誠 | 12   | 6    | 9    | 1:45.4 | 野田幻想          |
| 13/10/2019 | 日本     | 京都 | 草2000 | GI   | 秋華賞             | 55   | 松山弘平 | 17   | 9    | 4    | 2:00.5 | 創世駒            |
| 10/11/2019 | 日本     | 京都 | 草2200 | GI   | 女皇伊利沙伯二世盃 | 54   | 松山弘平 | 18   | 3    | 15   | 2:15.5 | 旺紫丁            |
| 8/12/2019  | 日本     | 中山 | 草1800 |      | 常總錦標           | 54   | 三浦皇成 | 10   | 1    | 1    | 1:47.7 | （Precious Blue） |
| 9/2/2020   | 日本     | 東京 | 草1600 | GIII | 東京新聞盃         | 54   | 岩田康誠 | 16   | 12   | 2    | 1:33.1 | 大場面            |
| 11/4/2020  | 日本     | 阪神 | 草1600 | GII  | 阪神牝馬錦標       | 54   | 池添謙一 | 16   | 9    | 12   | 1:33.7 | 輝姬美韻          |
| 17/5/2020  | 日本     | 東京 | 草1600 | GI   | 維多利亞一哩賽     | 55   | 池添謙一 | 16   | 3    | 10   | 1:32.2 | 杏目              |
| 14/6/2020  | 日本     | 東京 | 草1800 | GIII | 葉森盃             | 54   | 杜滿萊   | 18   | 12   | 16   | 1:51.0 | 大和卡尼          |
| 2/8/2020   | 日本     | 札幌 | 草1800 | GIII | 皇后錦標           | 55   | 內田博幸 | 14   | 14   | 4    | 1:46.1 | 赤風女俠          |
| 17/10/2020 | 日本     | 東京 | 草1800 | GII  | 府中牝馬錦標       | 54   | 內田博幸 | 8    | 6    | 2    | 1:49.0 | 大海之女          |
| 15/11/2020 | 日本     | 阪神 | 草2200 | GI   | 女皇伊利沙伯二世盃 | 56   | 內田博幸 | 18   | 1    | 8    | 2:11.0 | 旺紫丁            |
| 7/2/2021   | 日本     | 東京 | 草1600 | GIII | 東京新聞盃         | 54   | 岩田康誠 | 16   | 11   | 3    | 1:32.6 | 空手道            |
| 13/3/2021  | 日本     | 中山 | 草1800 | GIII | 中山牝馬錦標       | 54   | 岩田康誠 | 16   | 5    | 5    | 1:55.1 | 花徑走走          |
| 20/6/2021  | 日本     | 阪神 | 草2000 | GIII | 人魚錦標           | 55   | 福永祐一 | 16   | 5    | 3    | 2:00.5 | 勁草滿山          |
| 15/8/2021  | 日本     | 新潟 | 草1600 | GIII | 關屋紀念           | 54   | 福永祐一 | 17   | 3    | 7    | 1:33.2 | 樂桃源            |
| 16/10/2021 | 日本     | 東京 | 草1800 | GII  | 府中牝馬錦標       | 54   | 福永祐一 | 18   | 7    | 1    | 1:45.6 | （Andraste）      |
| 28/11/2021 | 日本     | 東京 | 草2400 | GI   | 日本盃             | 55   | 橫山典弘 | 18   | 11   | 7    | 2:25.6 | 鐵鳥翱天          |
| 26/12/2021 | 日本     | 中山 | 草2500 | GI   | 有馬紀念           | 55   | 橫山典弘 | 16   | 12   | 12   | 2:34.3 | 樂透心            |
| 13/3/2022  | 日本     | 中京 | 草2000 | GII  | 金鯱賞             | 54   | 福永祐一 | 13   | 7    | 12   | 1:58.6 | 金積驥            |
| 15/5/2022  | 日本     | 東京 | 草1600 | GI   | 維多利亞一哩賽     | 55   | 坂井瑠星 | 18   | 17   | 9    | 1:32.8 | 純淨之輝          |
| 12/6/2022  | 日本     | 東京 | 草1800 | GIII | 葉森盃             | 56   | 坂井瑠星 | 12   | 1    | 8    | 1:47.2 | 北橋              |
| 15/10/2022 | 日本     | 東京 | 草1800 | GII  | 府中牝馬錦標       | 55   | 北村友一 | 15   | 14   | 7    | 1:44.9 | 大奇蹟            |
| 27/11/2022 | 日本     | 東京 | 草2400 | GI   | 日本盃             | 55   | 松山弘平 | 18   | 12   | 12   | 2:24.9 | 飄揚青帆          |
| 17/12/2022 | 日本     | 中山 | 草1600 | GIII | 綠松石錦標         | 56   | 易健寧   | 16   | 10   | 13   | 1:34.1 | 紐約小姐          |

## 退役後
退役後，影子歌姬成為了繁殖雌馬，於北海道安平町北部牧場休養，在2023年進行配種。首匹子嗣在2024年出生，可於2026年出賽。

### 詳細繁殖資料
| 數目   | 馬名         | 出生年 | 性別 | 父系     | 練馬師 | 馬主 | 戰績       |
| ------ | ------------ | ------ | ---- | -------- | ------ | ---- | ---------- |
| 第一匹 | 影子歌姬2024 | 2024   | 雄   | 網壇巨星 |        |      | （出賽前） |

## 血統簡介
父系真心呼喚為日本賽駒，生涯戰績優秀，曾於2005年有馬紀念擊敗無敗三冠馬大震撼奪得冠軍，亦於其後贏得杜拜司馬經典賽。祖父週日寧靜是美國三冠賽雙料冠軍馬，退役後在日本配種，在日本馬壇相當成功，贏得多項分級賽事，其子嗣贏得巨額獎金，連續12年成為日本冠軍種馬。
母系Diamond Diva為英國生產的英國及美國賽駒，生涯戰績不俗，曾勝出奇斯高一哩賽及威爾榭讓賽，亦於兩次敢勵錦標中分別跑獲亞軍及季軍。外祖父單色里爲英國生產的法國賽駒，生涯戰績不俗，曾勝出二級賽山谷百合錦標，亦於一級賽法國二千堅尼、森林大賽及薩塞克斯錦標跑獲亞軍。

### 血統表
| 父線：週日寧靜系（Halo系）           |                            |              |                 |
| 種馬 真心呼喚 2001年（棗色）         | 週日寧靜 1986年（棕色）    | Halo         | Hail to Reason  |
| 種馬 真心呼喚 2001年（棗色）         | 週日寧靜 1986年（棕色）    | Halo         | Cosmah          |
| 種馬 真心呼喚 2001年（棗色）         | 週日寧靜 1986年（棕色）    | Wishing Well | Understading    |
| 種馬 真心呼喚 2001年（棗色）         | 週日寧靜 1986年（棕色）    | Wishing Well | Mountain Flower |
| 種馬 真心呼喚 2001年（棗色）         | Irish Dance 1990年（棗色） | 東來兵       | Lampala         |
| 種馬 真心呼喚 2001年（棗色）         | Irish Dance 1990年（棗色） | 東來兵       | Severn Bridge   |
| 種馬 真心呼喚 2001年（棗色）         | Irish Dance 1990年（棗色） | Buper Dance  | 利法爾          |
| 種馬 真心呼喚 2001年（棗色）         | Irish Dance 1990年（棗色） | Buper Dance  | My Bupers       |
| 繁殖雌馬 Diamond Diva 2004年（棕色） | 單色里 1996年（深棗色）    | 丹山         | 單色            |
| 繁殖雌馬 Diamond Diva 2004年（棕色） | 單色里 1996年（深棗色）    | 丹山         | Razyana         |
| 繁殖雌馬 Diamond Diva 2004年（棕色） | 單色里 1996年（深棗色）    | Hasili       | Kahyasi         |
| 繁殖雌馬 Diamond Diva 2004年（棕色） | 單色里 1996年（深棗色）    | Hasili       | Kerali          |
| 繁殖雌馬 Diamond Diva 2004年（棕色） | Vivianna 1997年（棗色）    | 印度山脊     | Ahonoora        |
| 繁殖雌馬 Diamond Diva 2004年（棕色） | Vivianna 1997年（棗色）    | 印度山脊     | Hillbrow        |
| 繁殖雌馬 Diamond Diva 2004年（棕色） | Vivianna 1997年（棗色）    | Kundalini    | El Gran Senor   |
| 繁殖雌馬 Diamond Diva 2004年（棕色） | Vivianna 1997年（棗色）    | Kundalini    | Hatton Gardens  |
| 雌系：號族：19                       |                            |              |                 |
| 五代內近親交配：北地舞人 5×5×5       |                            |              |                 |

## 命名由來
名字中，Shadow（シャドウ）意思為「影子」（亦是飯塚知一的冠名），Diva（ディーヴァ）繼承自母系Diamond Diva之名字，而此字於拉丁語中，意思為「上帝賜與」，但香港誤以為此字為英語，因而以「歌姬」作為翻譯。

## 外部連結
- 影子歌姬 netkeiba.com
- 血統表